# Eynatterheide
Eynatterheide is een plaats in de deelgemeente Eynatten van de Duitstalige gemeente Raeren in de Belgische provincie Luik. Eynatterheide ligt op de grens met Duitsland en is van het centrum van Eynatten gescheiden door de A3, onderdeel van de E40. 
Het dorp wordt doorsneden door de N68 die in het noorden van de plaats de grens met Duitsland kruist en daar overgaat in de Duitse Bundesstraße 57. De N68 gaat zuidwaarts tot Deiffelt waar de weg de Luxemburgse grens kruist en overgaat in de Luxemburgse N7.
Deelgemeenten: Eynatten · Hauset · Raeren

Overige kernen: Lichtenbusch · Neudorf  ·   Petergensfeld

Belgische gemeenten · Duitstalige Gemeenschap · Arrondissement Verviers · Luik · Wallonië